# Wanted : Les Armes du destin
Pour les articles homonymes, voir Wanted.
 (octobre 2011).
Si vous disposez d'ouvrages ou d'articles de référence ou si vous connaissez des sites web de qualité traitant du thème abordé ici, merci de compléter l'article en donnant les références utiles à sa vérifiabilité et en les liant à la section « Notes et références ».
Wanted : Les Armes du destin (Wanted: Weapons of Fate en version originale) est un jeu vidéo de tir à la troisième personne basé sur la série de comics Wanted. Le jeu est sorti sur Xbox 360, PlayStation 3 et PC, et c'est le dernier jeu développé par GRIN avant sa fermeture. Il est sorti en 2009, soit un an après le film, Wanted : Choisis ton destin, auquel il fait suite.
Le jeu s'inscrit directement dans la suite du film, et commence 5 heures seulement après le meurtre de Sloan. L'histoire décrit comment Wesley, après la destruction de la fraternité de Chicago, tente de découvrir les évènements à l'origine de la mort de sa mère, et se venger de son assassin. Il sera retrouvera alors mêlé aux complots des autres fraternités, et devra se battre pour achever sa quête et survivre.

## Trame

### Synopsis
Le jeu commence sur un cauchemar de Wesley : sa mère biologique alors enceinte reçoit une balle d'un tireur inconnu dans l'abdomen. Wesley se réveille et entend du bruit à l'étage, il attrape son pistolet, monte et se retrouve face à des membres du S.W.A.T (l'équivalent du G.I.G.N) qui fouillent dans ses affaires et trouvent un code. Wesley en tue un mais le second s'enfuit. Il s'ensuit une course-poursuite entre les deux hommes. Finalement Wesley arrive à tuer le chef de l'équipe, qui se révèle être un membre de la Fraternité de Paris.
Par la suite, un certain M.Pekwarsky sauve Wesley d'une tentative d'assassinat perpétrée par Araña, membre de la Fraternité de Barcelone. Pekwarsky révèle à Wesley qu'il doit retourner dans le Q.G de la Fraternité pour y trouver un code en trois parties.
Après avoir affronté des membres de la Fraternité de Barcelone, une fois à l'intérieur il attaque The Russian. Juste après l'avoir abattu, il lui coupe un bras sur lequel se trouve le code.
Pekwarsky arrange ensuite un rendez-vous entre lui, Brummel et Araña. Mais les forcenés découvrent le subterfuge, Wesley course Brummel dans l'immeuble, le bat et lui coupe le bras alors qu'il est toujours vivant. Mais Brummel ayant déjà prévu sa perte, utilise alors des Rats-explosifs. Et Wesley se voit contraint de s'échapper, tant bien que mal, de l'immeuble en feu.
Wesley trouve alors la combinaison de son père ainsi qu'un Pistolet automatique "Nightshade", puis part en France pour obtenir le code détenu par Araña. Après un véritable parcourt du combattant, Wesley retrouve Araña, et la tue en combat.
En continuant sa route dans des ruines, il finit par trouver la tombe de son père et récupère les deux pistolets "Fire Eater" qu'il possédait.
Wesley part ensuite pour le Mont-St-Michel (rebaptisé St-Millar dans le jeu), où il se retrouve face à des membres de la confrérie. Après s'être frayé un chemin au travers du village, il atteint finalement le clocher de l'église, où se trouve l'immortel, responsable de la mort de la mère de Wesley et de tous ses ennuis. Après un combat très sanglant, l'immortel avoue qu'il n'est pas l'assassin d'Alyse (la mère de Wesley) et qu'il s'agit de Cross.
La fin diffère alors entre pc et console : sur console, Wesley lui tire dans la tête avec la balle que l'immortel avait fait graver au nom de Wesley, et les crédits se déclenchent juste avant que la balle ne l'atteigne, alors que sur PC, Wesley rate son tir, mais lui urine au visage, en guise d'humiliation, avouant cependant qu'il n'est qu'un idiot dans une superbe combinaison.

### Personnages
- Wesley Gibson : ancien membre de la Fraternité de Chicago. Juste après avoir tué Sloan, il est pris en chasse par la Fraternité de Paris.

- Mr.Pekwarsky : concepteur des balles pour les Fraternité et ancien ami de Cross.

- The Immortal : Chef de la Fraternité de Paris, il a fait gravé une balle au nom Wesley qu'il prévoit de lui tirer dans la tête. Il a été défiguré par Cross.

- Araña : membre de la Fraternité de Barcelone. Elle montre une certaine attirance pour Wesley.

- The Russian : membre de la Fraternité de Paris.

- Brummel : membre de la Fraternité de Chicago. Il est le seul à avoir survécu à l'attaque de Wesley.

- The Swat Leader : membre important au sein de la Fraternité de Paris.

- Cross Gibson : Père de Wesley et ancien membre de la Fraternité de Chicago qui s'est rebellé.(Décédé)

- Alyse : mère biologique de Wesley et ancienne membre de la Fraternité de Paris.(Morte)

- Sloan : ancien chef de la Fraternité de Chicago.(Mort)

## Système de jeu
Le joueur avance dans les niveaux à la manière d'un beat them all classique. Au fil du temps le personnage acquiert des pouvoirs spéciaux comme :
- Courber les balles.
- Ralentir le temps.
- Le Close-combat.
- Faire des tempêtes de Schrapnels.

Chaque niveau est entrecoupé de cinématiques et de passage au ralenti. Un niveau sur deux comporte un boss, mais ils n'ont pas tous les mêmes points faibles. Pour tuer Brummel, par exemple, il faut utiliser des balles incurvés puis lui tirer dessus lorsqu'il se trouve à découvert. Pour Araña, à l'inverse, il faut se cacher derrière une colonne puis "ralentir le temps" et l'atteindre au moment où elle apparaît.
Le jeu possède également trois modes de jeu auxiliaires :
- En pleine tête. Pour avancer, il faut tuer les adversaires avec un tir dans la tête.

- Corps à corps. Pour avancer, il faut tuer les adversaires en combat rapproché.

- Attaque Chrono. Pour avancer, il faut tuer les adversaires avant la fin du temps imparti.

Au départ, il est possible de jouer avec Wesley et Cross, et progressivement, on peut débloquer plusieurs autres personnages dont, entre autres, Janice l'ex-patronne de Wesley.